# Кузнецова Галина Миколаївна
Галина Миколаївна Кузнецова, у шлюбі Петрова (нар. 10 грудня 1900, Київ, Російська імперія — пом. 8 лютого 1976, Мюнхен, ФРН) — російська поетеса і письменниця, мемуаристика.

## Біографія
У 1918 році закінчила в Києві першу жіночу гімназію Плетньової, а в 1920 році разом з чоловіком, білим офіцером, переїхала до Константинополя, потім перебралася в Прагу, а в 1924 оселилася в Парижі.
Писала вірші і прозу, починаючи з 1922 року. Її публікації почали з'являтися в часописах «Новий час», «Посів», «Ланка» «Сучасні записки», їх помітила критика (В'ячеслав Іванов, Георгій Адамович та ін.).
У 1926 році через Модеста Гофмана познайомилася з російським письменником Іваном Буніним, у них почався бурхливий роман. Галина Кузнецова роз'їхалася з чоловіком і зійшлася з Буніним.
З 1927 року жила разом з сім'єю і домочадцями Буніна в Грассі у Франції.

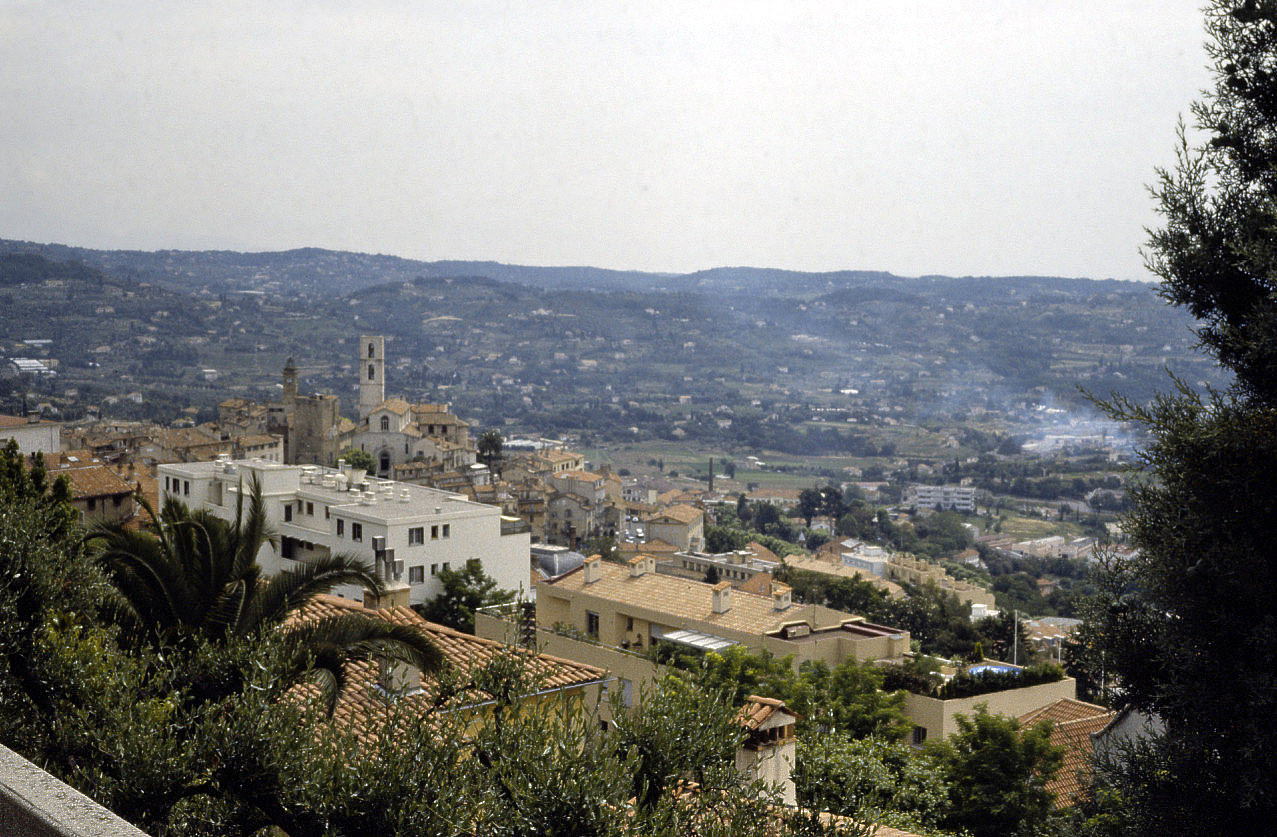
Вид на Грасс з висоти

У 1933 році вступила в любовний зв'язок з сестрою Федора Степуна Маргаритою (1895–1971), в 1934 поїхала до неї в Німеччину.
У 1941 — 1942 роках жінки знову жили в сім'ї Буніна.
У 1949 вони переїхали до США, працювали в російському відділі ООН, в 1959 були разом з відділом переведені до Женеви, закінчили життя 1976 року в Мюнхені.

## Головна книга
Вірші і проза Кузнецової продовжували публікуватися в найбільших емігрантських виданнях — «Сучасних записках», «Новому журналі», «Повітряних шляхах».
У 1967 році у Вашингтоні був опублікований її «Граський щоденник», який вона вела в 1927 — 1934 роках. Він став не тільки змістовним історико-літературним джерелом, а й помітним явищем літератури, головною книгою авторки — так чи інакше, нічого кращого Галина Кузнецова не створила. За мотивами книги знято художній фільм Олексія Учителя «Щоденник його дружини» (2000), який отримав велику популярність і нагороджений рядом премій.
Близькість до Буніна визначає поезію і прозу Кузнецової, так само як і її місце в російській літературі. Вельми однорідні вірші Кузнецової присвячені природі; ясні, гарні замальовки меланхолійні за настроєм. Її проза бідна подіями, рефлективна і завжди пов'язана зі спогадами. З тонким психологічним чуттям описані нею стосунки між людьми в перші роки після перевороту і втечі з Росії.

## Публікації
- Утро, Paris, 1930 (сборник рассказов)
- Пролог, Paris, 1933 (роман)
- Грасский дневник. Вашингтон: Viktor Kamkin, 1967
- Грасский дневник. Париж, 1974
- Грасский дневник. Рассказы. Оливковый сад. М.: Московский рабочий, 1995
- Грасский дневник. М.: АСТ-Олимп, 2001
- Женская проза русской эмиграции / Сост. О. Р. Демидова. СПб.: Рус.христиан. гуманитар. ин-т, 2003.
- Бунин и Кузнецова. Искусство невозможного: Дневники, письма/ Сост. О.Михайлов. М.: Грифон, 2006
- Пролог. СПб: Изд-во Міръ, 2007
- Грасский дневник/ Составление, вступительная статья, комментарии О. Р. Демидовой. СПб.: «Міръ», 2009